# Пам'ятник Єлизаветі Петрівні (Ростов-на-Дону)
Пам'ятник Єлизаветі Петрівні (рос. Памятник Елизавете Петровне) ― один з монументів у місті Ростов-на-Дону. Присвячений російській імператриці і засновниці міста. Розташований у Покровському сквері, зведений у 2007 році за проектом Сергія Олешни.

## Історія створення
Датою заснування міста Ростов-на-Дону можна вважати 15 грудня 1749 року, коли імператриця Єлизавета Петрівна видала указ про створення Темерницкой митниці, першого постійного поселення на території Ростова. До середини XVIII століття Темерницкая митниця і порт, незабаром виник біля неї, стали грати важливу роль в економічному житті південно-сходу Росії. Це був єдиний пункт, через який Росія могла вести торгівлю з портами Азовського, Чорного і Середземного морів. Це було друге «вікно в Європу». У 1761 році почалося будівництво фортеці Святого Димитрія Ростовського. Пізніше, а саме в 1811 році, фортеця отримала статус міста, а в 1835 фортеця була скасована. Щоб відрізнити від стародавнього Ростова Великого, місто було названо Ростов-на-Дону.
У 2006 році був оголошений конкурс на створення проекту пам'ятника Єлизаветі Петрівні. Близько півроку тривало обговорення представлених проектів.Всього в Донську публічну бібліотеку було представлено 6 робіт.
Протягом декількох місяців ростовчани залишали свої відгуки та побажання про те, який саме пам'ятник повинен прикрасити історичний центр Ростова. 20 червня 2006 року підвела підсумки конкурсу спеціальна комісія. Вибір переможця здійснювався містобудівною радою. Переможцем став проект відомого донського художника-монументаліста Сергія Олешни, чиї скульптури і меморіальні комплекси встановлені в багатьох містах Росії. За цю роботу скульптор був удостоєний Золотої медалі Російської академії мистецтв.
Пам'ятник Єлизавети виконали скульптори Сергій Олешня і Анатолій Дементьєв спільно з архітектором Володимиром Фоменко.
27 червня 2007 року відбулося урочисте відкриття пам'ятника.
Бронзова статуя імператриці було встановлено в центрі міста перед Старо-Покровським храмом, на місці, де до цього близько 70 років простояв пам'ятник С. М. Кірову. Цей варіант розташування було визначено організаторам як найбільш вдалий з історичної точки зору, так як саме тут у XVIII столітті були зведені редути фортеці Димитрія Ростовського.
Пам'ятник був створений всього за п'ять місяців, включаючи ліплення, формування і лиття. У виготовленні брало участь 70 осіб.
Скульптори уважно вивчили сотні портретів імператриці, моду того часу і стиль прикрас, щоб якомога точніше відтворити вигляд імператриці. Так в процесі будівництва автори прийняли рішення замовити сережки і корону імператриці у відомого донського ювеліра Олександра Ординського, отримав приз глядацьких симпатій на одній з престижних виставок «Во славу Фаберже». Він відтворив точні копії тих прикрас, які носила сама Єлизавета. Копії прикрас спочатку були виконані з пластиліну, а потім відлили з бронзи.
Будівництво цього пам'ятника поклало початок великого проекту, присвяченому увічнення історії Темерницкой митниці та фортеці Святого Димитрія Ростовського.

## Зовнішній вигляд пам'ятника
Єлизавета Петрівна однією рукою вказує на місце, де буде знаходитися фортеця, а в іншій тримає сувій з указом про її будівництво.
Також пам'ятник прикрашений фігурними горельєфами, на яких зображені архієпископ Воронезький і Єлецький Арсеній, благословив будівництво фортеці Святого Димитрія Ростовського, отаман Війська Донського Данило Єфремов, автор проєкту фортеці інженер А. I. Рігельман і перший її комендант генерал-майор Сомів.
Висота пам'ятника понад 7 метрів (скульптура ― 3,5 метра, постамент ― 3,7 метри). Постать Єлизавети, горельєфи, оклади та укази відлиті з бронзи і важать близько 3 тонн, вага гранітного постаменту ― близько 50 тонн.